# 栃木・群馬・埼玉の三県境
栃木・群馬・埼玉の三県境（とちぎ・ぐんま・さいたまのさんけんざかい、-さんけんきょう）は、栃木県・群馬県間、群馬県・埼玉県間、埼玉県・栃木県間の3本の県境が交わっている点で、平地にある。
この三県境は渡良瀬遊水地の谷中湖の南西にあり、群馬県邑楽郡板倉町海老瀬、栃木県栃木市藤岡町下宮、埼玉県加須市小野袋がそれぞれ接している。
日本はその地理の特性上、県境がほとんどの場合山脈や河川に沿って引かれているため、陸上・河川上の3都府県境は当地を含め全国に40か所あるものの、それらは基本的に山や森林、川の中に存在する。しかし、この栃木・群馬・埼玉の三県境は周辺に民家も存在する平地にあり、特別な交通手段を用いずとも容易に訪れることができる点では全国唯一である。
また、この三県境から東南東に約2.4キロメートル離れた渡良瀬川上に茨城・栃木・埼玉の三県境がある。
この三県境の周囲の2市1町はここを平地の三県境と呼び「歩いて行ける!!平地の三県境」として事業名の一部にもしている。また県境マニアはこの三県境を俗に柳生の三県境と呼んでいる。

## 歴史
当初は三県境は渡良瀬川の上だった。足尾鉱毒事件により渡良瀬川の流路が変更され、三県境のある場所は沼地になり、そして1970年代に約2メートル埋め立てられて水田になり、最終的に三県境の正確な位置はわからなくなってしまった。調査されるまでは、用水路のY字路の部分が三県境だとみなされていた。

### 境界の確定

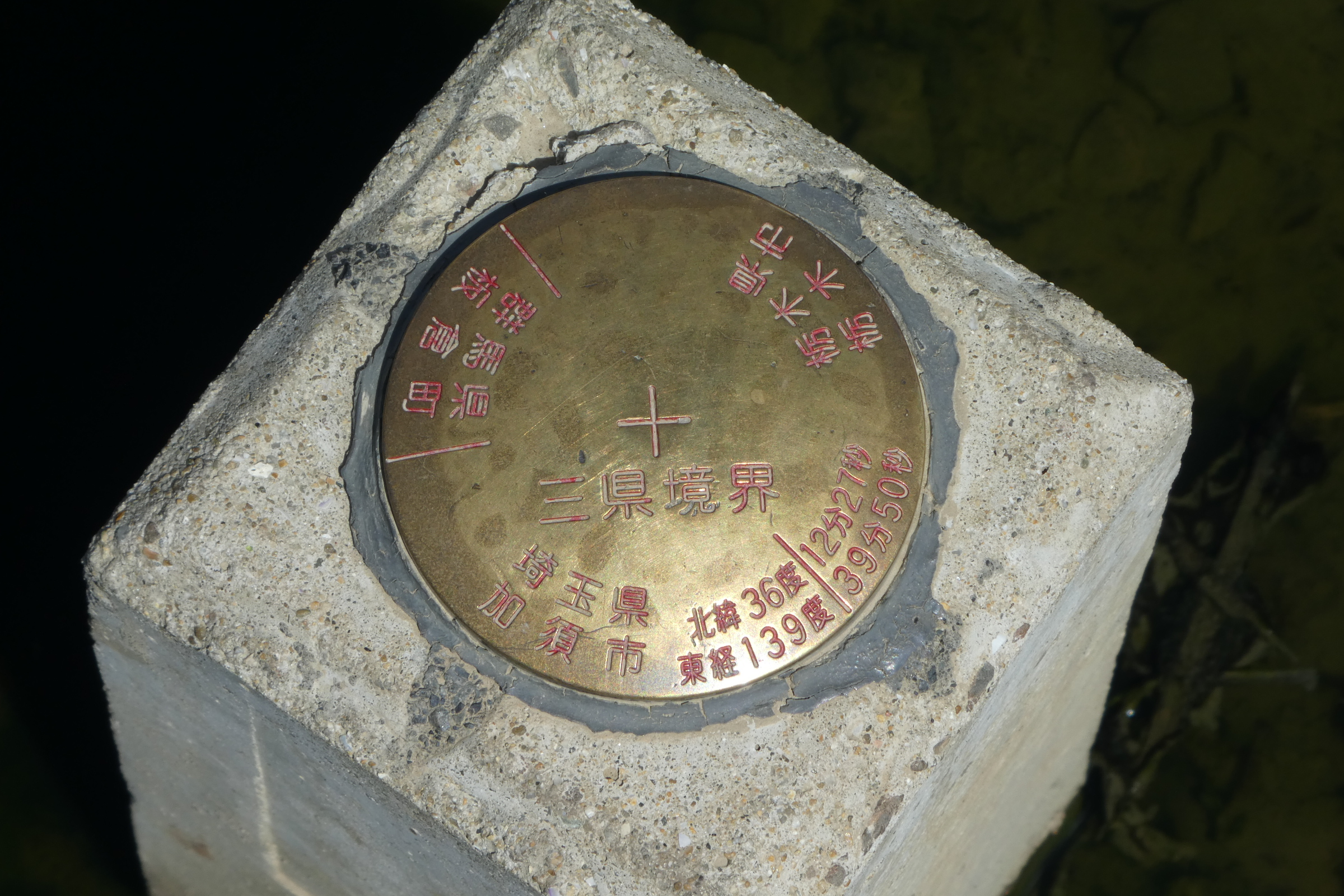
三県境に設置された直径8センチメートルの真鍮製の記念プレート

2016年1月から、三県境に接する2市1町は各々の県や国土地理院から助言を受けながら協議・測量を行いはじめた。Y字路を構成するU字溝を壊して泥を取り除いたところ、1980年の圃場整備終了時に群馬県が設置した県境確認用の杭が発見された。2月9日には2市1町合同で地権者立会いのもと、三県境を確認した。確定した三県境には新たにコンクリート製の杭が打たれた。
この調査は住民からの要望を受けて栃木市が発案した。かかった費用は約130万円で、三県境に接する2市1町が分担した。同年3月までに県境確定作業を終了し、同月31日、加須市北川辺スポーツ遊学館において栃木市・板倉町・加須市の3首長が「行政区域境界確認書」への調印式を行い、その後約400メートル離れている三県境に移動、設置された真鍮製の記念プレートが披露された。栃木市の鈴木俊美市長は「3市町の絆のシンボルとして、仲良く連携して事業に取り組みたい」と述べた。4月1日より発効。真鍮製の記念プレートはコンクリート製の杭の上に取り付けられ「三県境界」の文字と加須市、栃木市、板倉町の各自治体名と経緯度が刻まれている。

## 観光資源として
栃木県側の地権者は1990年代半ばから自作の看板を立てたりノートを設置するなどしてPRを続けていた。おおよそ2010年代からテレビ番組やインターネットなどで取り上げられるようになり、県境付近をまたいだり、手をついたり、記念撮影をする見物客が現れはじめた。
2015年頃から訪れる人が多くなり、住民からも要望が出されたことから、栃木市の発案により三県境確定作業が行われた（前項参照）。三県境の画定が報じられた2016年4月以降、更に見物客が増え、2市1町は観光資源として三県境を活用しようと検討し始めた。埼玉県加須市は、三県境と道の駅かぞわたらせの接続を計画している。群馬県板倉町もこの地を町の名所として紹介、三県境を紹介する観光ビラを独自に制作している。栃木県栃木市も三県境と栃木県道・群馬県道・埼玉県道・茨城県道9号佐野古河線を合わせ、パワースポットとして売り出す考えを示した。
三県境確定に際し、栃木県側の地権者は「地域を売り出す一助にしてほしい」「北関東が有名になるきっかけになれば」と述べている。その一方で群馬県側の地権者は、区画整理で偶然に割り振られた土地であるとして「賑やかにならない方がいいのだが」と戸惑っていた。
その後2016年秋から2市1町は「歩いて行ける！！平地の三県境〜関東三県の端から始める関東どまんなか連携事業」という事業名のもと、地方創生加速化交付金を充てて地域の活性化を図っている。実際、2017年2月3月には三県境と周辺の施設計4か所をめぐるスタンプラリーが行われた。訪問する人が多くなったとはいえ、実態としては水田のあぜ道の先にその地点があるだけであった。地元住民らが案内板を設置したものの、近隣施設や近隣住民に場所を尋ねる人も急増した。
訪問する人が増え、観光スポットして注目されるようになったことから、2市1町は地権者から周辺の土地を買い取り、水田のあぜ道を舗装して遊歩道を整備し、2018年4月7日に完成した。整備に掛かった費用は約600万円で、費用の半額を2市1町で均等に割り、残りを人口比例で分担した。栃木県側の地権者は「道がきれいになったので、これからも多くの人に来てもらいたい」と話している。

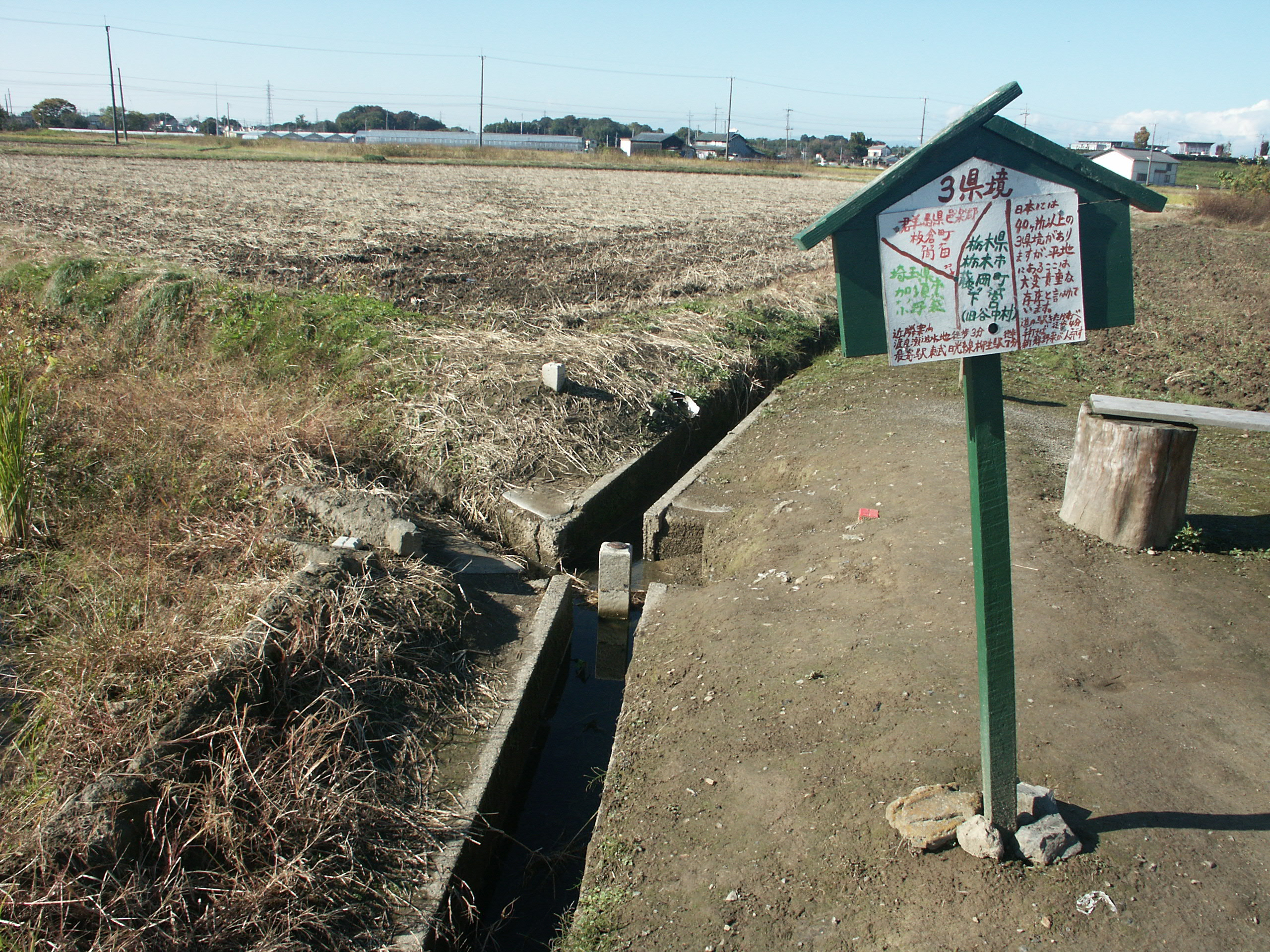
境界確定後の三県境。水路の合流部に3県の境を示す杭が設置されている（2016年11月）
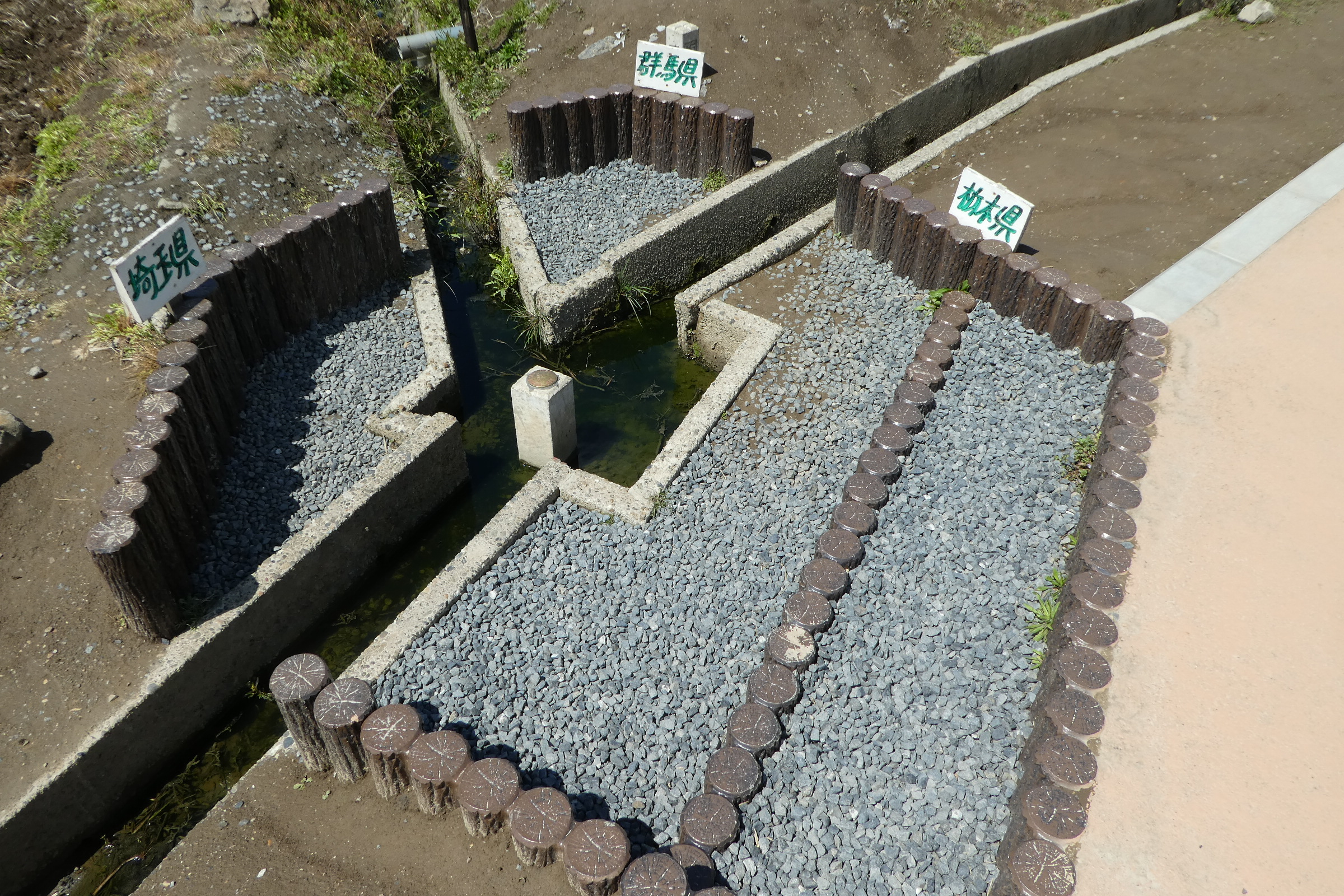
整備された三県境。奥が群馬県、右が栃木県、左が埼玉県（2019年4月）
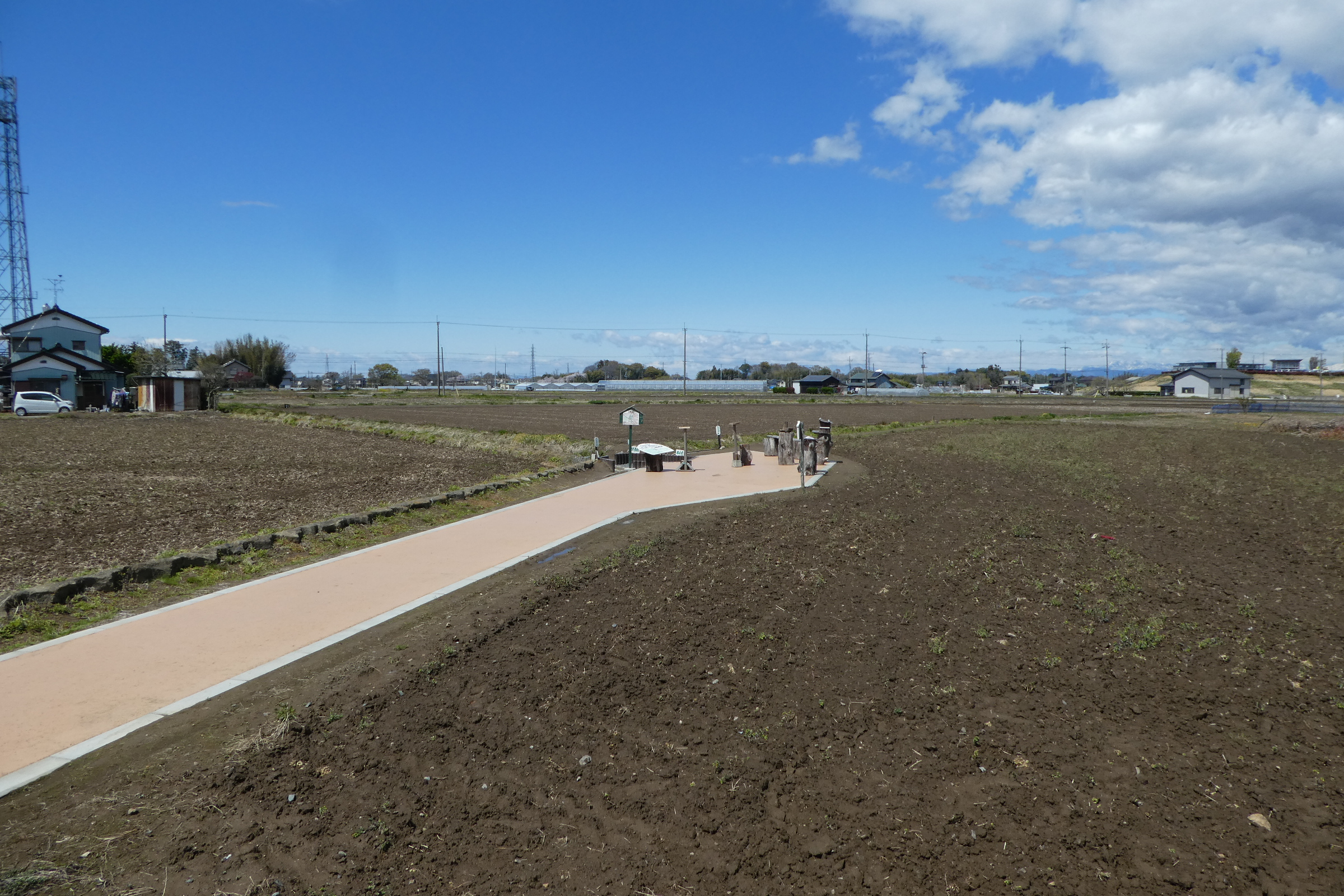
三県境まで整備された遊歩道
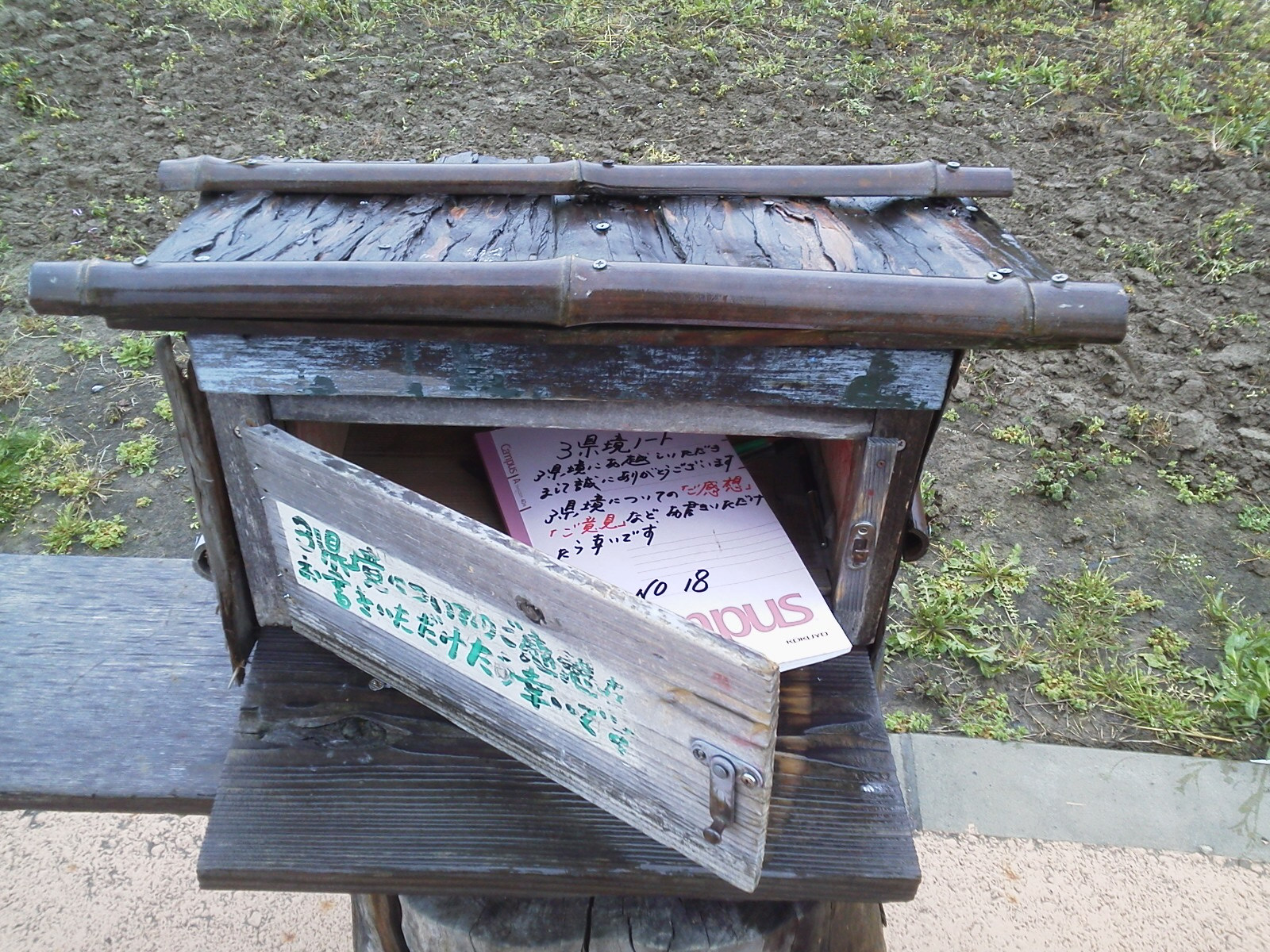
3県境ノート（2020年3月）

### 位置・アクセス
- 北緯36度12分27秒、東経139度39分50秒[1]
- 東武日光線柳生駅の東、約400メートル[7]
- 道の駅かぞわたらせの南東、約400メートル[7]

## 破壊・紛失被害
- 2020年6月17日に栃木県側の地権者が設置したカメラ台が倒され、2市1町が設置した記念スタンプが紛失しているのが見物客によって発見された[22]。栃木市の担当者は栃木警察署員と現場を確認し、物損事故として交番に届け出た[22]。8月7日に加須市が2万円で新しいスタンプを用意し、盗難防止のワイヤーを付けた上で再設置した[25]。
- 2021年8月17日、境界確定時に設置された3県境を示す金属プレートがなくなったことを栃木市が発表。盗難の可能性を示唆した[26]。同年10月29日、福岡県の企業と栃木市の測量会社の協力により、同型の新しい金属プレートが再設置され、また防犯カメラも新設された[27]。

## その他
- 2018年6月8日に当地にてテレビドラマのロケーション撮影が行われ、2018年7月9日TBSテレビで放送された月曜名作劇場の「はぐれ署長の殺人急行4」の1シーンである遺体が遺棄される現場に登場した[28][29][30]。
- 2018年11月5日に当地にて番組の収録が行われ、2018年12月4日テレビ東京の「衝撃人物バラエティー ありえへん∞世界SP」で放送された[28][31]。
- 2020年4月28日発売の芳文社「まんがタイムきららキャラット」6月号掲載「恋する小惑星」で当地が舞台になり、主要人物の一人である猪瀬舞の思い出の地としてスマホスタンド、ベンチとともに描かれた（柳生駅を利用した描写もあり）。